# Kacze
Der Kacze ist ein Berg in den polnischen Kleinen Pieninen, einem Gebirgszug der Pieninen, mit 520 Metern Höhe über Normalnull. 

## Lage und Umgebung
Der Kacze liegt im Hauptkamm der Pieninen. Nördlich des Gipfels liegt der Dunajec-Durchbruch.

## Tourismus
Der Gipfel liegt außerhalb des polnischen Pieninen-Nationalparks. 

### Routen
Markierte Routen führen von Szczawnica nach Sromowce Niżne:
- ▬ der rot markierte Pieninenweg verläuft unterhalb des Gipfels.